# Список выпускников Благородного пансиона при Царскосельском лицее
В этом списке размещены краткие сведения о всех выпускниках Благородного пансиона при Царскосельском лицее по годам выпуска — с разделением по выходу в гражданскую или военную службу — в порядке рейтинга успешности выпускника. 
Пансион называли «младшим братом Лицея». Оба учебных заведения были неразрывно связаны друг с другом. Информация по выпускникам лицея включена в Список выпускников Царскосельского лицея

## 1819-й

### В гражданскую службу
1. Альховский (Ольховский[1]), Пётр Саввич (X класс, золотая медаль) — служил в Министерстве иностранных дел.
2. Павлищев, Николай Иванович (X класс, 1-я серебряная медаль)— историк, тайный советник, состоял при наместнике Царства Польского. Был женат на сестре А. С. Пушкина, Ольге Сергеевне.
3. Дурасов, Николай Николаевич (X класс, похвальный лист), действительный статский советник, камергер, был  Екатеринославским Губернским Предводителем Дворянства; умер в Екатеринославе в 1892 году.

### В военную службу
1. Безак, Александр Павлович (офицер старой гвардии, 2-я серебряная медаль), генерал-адъютант, генерал от артиллерии, оренбургский и киевский губернатор, кавалер ордена Андрея Первозванного.генерал-адъютант, генерал от кавалерии, Киевский, Подольский, Волынский, Оренбургский и Самарский губернатор, командующий войсками Киевского военного округа.
2. Бухгольц, Николай Ефремович, барон (офицер молодой гвардии) — камергер, действительный статский советник, директор Императорской Петергофской гранильной фабрики (1848—1858); умер 1 апреля 1882 года; похоронен на Казанском иноверном кладбище в Царском Селе.
3. Дубовицкий, Николай Александрович (офицер молодой гвардии) — подполковник Санкт-Петербургского Уланского полка.
4. Миклашевский, Андрей Михайлович (офицер армии) — основатель знаменитой Волокитинской фарфоровой мануфактуры.
5. Карамышев, Александр Дмитриевич (офицер армии) — полковник.
6. Охотников, Николай Алексеевич (офицер армии).
7. Кониевский, Иван (офицер армии).

## 1820-й

### В гражданскую службу
1. Зубков, Лев (Петрович ?) (X класс, золотая медаль).
2. Титов, Николай Павлович (XII класс).

### В военную службу
1. Энгельгардт, Александр Егорович (офицер старой гвардии, серебряная медаль) — полковник Лейб-гвардии Преображенского полка; сын директора Царскосельского лицея Е. А. Энгельгардта.
2. Галахов, Александр Павлович (офицер гвардии, похвальный лист) — генерал-адъютант.
3. Микулин, Александр Яковлевич (офицер молодой гвардии) — служил в Лейб-гвардии Преображенском полку.
4. Якубович, Пётр Иванович (офицер армии).

## 1821-й

### В гражданскую службу
1. Комовский, Василий Дмитриевич (X класс, золотая медаль) — действительный статский советник, директор канцелярии Министерства народного просвещения. Умер 14 июня 1851 года.
2. Берг, Александр Фёдорович (X класс, серебряная медаль) — камергер, тайный советник, был Генеральным консулом в Лондоне; умер в Лондоне 2 марта 1884 года[2]. Брат Ф. Ф. Берга.
3. Безак, Николай Павлович (X класс, похвальный лист) — тайный советник, член Совета министра внутренних дел; был мировым посредником в Санкт-Петербургской губернии. Умер в 1879 году.
4. Погожев, Александр (X класс, похвальный лист).
5. Самсон, Фёдор.
6. барон Гревениц, Фёдор Фёдорович, граф (X класс) — тайный советник, служил во II-м отделении Собственной Е.И.В. канцелярии; умер в Санкт-Петербурге 7 апреля 1859 года.

### В военную службу
1. Черноглазов, Александр Григорьевич (офицер старой гвардии, серебряная медаль) — служил в Лейб-гвардия Преображенском полку.
2. Окунев, Евгений Александрович (офицер старой гвардии) — статский советник; был Губернским Контролёром Ковенской Казённой палаты; умер 22 апреля 1882 года.
3. Глухов, Хрисанф Васильевич (офицер старой гвардии) — генерал-лейтенант, командир Санкт-Петербургского лейб-гвардии полка, начальник 23-й пехотной дивизии Отдельного Оренбургского корпуса[3]; умер 20 мая 1881 года.
4. Ассиер, Михаил Андреевич (офицер старой гвардии) — майор Гренадерского Принца Евгения Вюртембергского полка, служил в Лейб-гвардии Гренадерском полку; умер 21 мая 1831 года.
5. Туманский, Николай (офицер старой гвардии) — служил в Лейб-гвардии Конно-Егерском полку.
6. Порохов, Николай Дмитриевич (офицер старой гвардии) — статский советник, председатель Псковской уголовной палаты.

## 1822-й

### В гражданскую службу
1. Келлер, Максим (X класс, золотая медаль).
2. Донауров, Николай Михайлович (X класс, серебряная медаль[4][5].
3. Лесков, Игорь (X класс).
4. Икскуль, Карл (X класс).
5. Мочульский, Пётр (XIV класс).

### В военную службу
1. Ваганов, Александр (офицер армии).
2. Бырдин, Иван Петрович (офицер армии).
3. Бырдин, Александр Петрович (офицер армии).
4. Корф, Александр, барон (офицер армии).
5. Васьков, Василий (офицер армии).
6. Шигорин, Фёдор (офицер армии) — умер перед актом выпуска.

## 1823-й

### В гражданскую службу
1. Шипулинский, Владимир Козьмич (X класс, золотая медаль) — писатель[6].
2. Фрейганг, Андрей Иванович (X класс) — старший цензор Санкт-Петербургского цензурного комитета.
3. Фесслер, Евгений (Эзебий) Игнатьевич (X класс).
4. Кирьяков, Алексей (XII класс).
5. Зубков, Александр (XII класс).

### В военную службу
1. Угрюмов, Алексей Иванович (офицер старой гвардии, золотая медаль).
2. Путята, Дмитрий Васильевич (офицер старой гвардии, 1-я серебряная медаль) — генерал-адъютант, генерал от инфантерии, член Александровского комитета о раненых.
3. Нумерс, Август Фёдорович (офицер старой гвардии, 2-я серебряная медаль) — штабс-капитан; убит при штурме Варшавы в 1831 году.
4. Замятнин, Павел Николаевич (офицер молодой гвардии) — генерал-майор, Енисейский губернатор.
5. Поздняк, Пётр (офицер гвардии).
6. Вязьмин, Александр (офицер молодой гвардии) — состоял в распоряжении Военного министра.
7. Окунев, Илларион Александрович (офицер молодой гвардии) — действительный статский советник, Тамбовский вице-губернатор; умер в 1892 году в имении Чабино, Санкт-Петербургской губернии.
8. Бродский, Александр Кондратьевич (офицер молодой гвардии) — штабс-капитан Лейб-гвардии Конно-Егерского полка.

## 1824-й

### В гражданскую службу
1. Нумерс, Виктор Фёдорович (X класс, 1-я серебряная медаль) — действительный статский советник, библиотекарь и хранитель монет в Эрмитаже; умер 28 декабря 1860 года.
2. Гревениц, Александр Фёдорович, граф (X класс, 2-я серебряная медаль) — действительный тайный советник, сенатор; умер  21 июня 1884 года.
3. Рашет, Александр Эммануилович (XII класс) — статский советник, консул в Бродах.
4. Штакельберг, Пётр Васильевич, барон (XII класс).
5. Донауров, Иван Михайлович (XII класс) — вице-губернатор Ярославской губернии, статский советник, камергер.
6. Карамышев, Арсений Дмитриевич (XII класс) — действительный статский советник, служил в почтовом ведомстве.

### В военную службу
1. Голицын, Сергей Сергеевич, князь (офицер старой гвардии, золотая медаль) — генерал-лейтенант, инспектор Оружейных заводов; умер в Санкт-Петербурге 1 ноября 1868 года.
2. Левенгаген, Пётр Петрович (офицер старой гвардии) — генерал-майор.
3. Баженов, Александр Фёдорович (офицер молодой гвардии), служил в Конно-Егерском полку.
4. Местмахер, Павел Фёдорович барон (офицер молодой гвардии) — действительный статский советник, был в должности Одесского градоначальника.

## 1825-й

### В гражданскую службу
1. Хитрово, Захарий Алексеевич (XII класс) — действительный статский советник, обер-церемониймейстер, вице-председатель Капитула Орденов; умер 24 октября 1876 года.
2. Дымчевич, Тимофей (XII класс)— действительный статский советник, служил в Министерстве Народного Просвещения.
3. Хованский, Юрий Сергеевич, князь (XI класс) — камер-юнкер; умер в 1867 году, похоронен в селе Александровском, Ставропольского уезда, Самарской губернии.

### В военную службу
1. Фролов, Илья Степанович (офицер старой гвардии, золотая медаль) — генерал-адъютант, генерал от инфантерии, сенатор.
2. Голицын, Николай Сергеевич, князь (офицер старой гвардии, 1-я серебряная медаль) — генерал от инфантерии, член военно-учебного комитета, директор училища правоведения, профессор Николаевской академии генерального штаба.
3. Юревич, Фёдор Степанович (офицер старой гвардии, 2-я серебряная медаль) — действительный статский советник, председатель Волынской Казённой Палаты; умер в сельце Скутов, Бельского уезда, 11 марта 1885 года.
4. Свечин, Семён (офицер старой гвардии, 3-я серебряная медаль) — полковник Лейб-гвардии конного полка.
5. Голицын, Александр Сергеевич, князь (офицер старой гвардии), генерал от инфантерии.
6. Ховен, Роман Романович (офицер молодой гвардии), полковник.
7. Брокер, Фёдор Адамович (офицер гвардии) — убит в Турецкую войну 1828—1829 годов.
8. Курсель, Август Оттович (офицер армии).
9. Трефурт, Фёдор (офицер армии) — действительный статский советник, член Санкт-Петербургской таможни.
10. Трохимовский, Николай Михайлович (офицер армии) — действительный статский советник, Почётный Мировой судья Белостоско-Сокольского округа Гродненской губернии; управлял Оренбургской удельной конторой.
11. Бологовской, Николай Дмитриевич (офицер армии) — умер на Кавказе.

## 1826-й

### В гражданскую службу
1. Боде, Клементий Клементьевич (X класс, 1-я золотая медаль) — статский советник, Первый секретарь миссии в Тегеране.
2. Рашет, Евгений Карлович (X класс, 1-я серебряная медаль)— тайный советник, директор канцелярии Статс-Секретаря у принятия прошений на Высочайшее Имя приносимых; умер 24 февраля 1863 года.
3. Коцебу, Фёдор Августович (X класс, 3-я серебряная медаль) — действительный статский советник, член совета Наместника на Кавказе; управляющий почтой на Кавказе и в Закавказье; умер 20 июня 1880 года, в Штаб-квартире близ города Кубы.
4. Алопеус, Александр (XII класс).
5. Черноглазов, Владимир Григорьевич (XII класс) — действительный тайный советник, сенатор; умер 7 июля 1886 года в имении Загоры, Лужского уезда, Санкт-Петербургской губернии.
6. Демчинский, Вадим Михайлович (XII класс) — надворный советник.
7. Туманский, Иван Васильевич (XII класс) — чиновник для поручений в Коммисариатском Департаменте.

### В военную службу
1. Делингсгаузен, Юрий (Юлий ?) Фёдорович, барон (офицер старой гвардии, 2-я золотая медаль) — надворный советник; умер в Штутгарте в 1881 году.
2. Рейзих, Константин Корнилиевич (офицер старой гвардии, 2-я серебряная медаль) — генерал-майор, старший помощник начальника 2-й Кавалерийской дивизии; умер 16 мая 1865 года.
3. Курсель, Отто Отович (офицер молодой гвардии).
4. Вальховский, Константин Дмитриевич (офицер молодой гвардии) — брат В. Д. Вольховского.
5. Воронихин, Владимир Андреевич (офицер молодой гвардии) — умер от ран, полученных при штурме Варшавы в 1831 году.
6. Демчинский, Иван Михайлович (офицер молодой гвардии) — поручик артиллерии.
7. Музовский, Андрей Николаевич (офицер молодой гвардии).
8. Кирьяков, Адам Алексеевич (офицер молодой гвардии).
9. Каверин, Алексей Павлович (офицер молодой гвардии) — подполковник корпуса лесничих.
10. Васьков, Александр Иванович (офицер армии).

## 1827-й

### В гражданскую службу
1. Фан-дер-Флит, Фёдор Тимофеевич (X класс, золотая медаль) — тайный советник, директор Канцелярии Министерства Финансов; умер 22 апреля 1873 года.
2. Шубин, Александр Васильевич (X класс, 1-я серебряная медаль).
3. Рейнбот, Фёдор Антонович (X класс, 2-я серебряная медаль) — действительный статский советник, чиновник особых поручений Министерства Финансов.
4. Лаубе, Николай Иванович (X класс) — статс-секретарь, тайный советник, директор Почтового Департамента и Санкт-Петербургский Почт-Директор;  умер в Санкт-Петербурге 30 декабря 1881 года.
5. Красовский, Николай Петрович (XII класс).
6. Рейзих, Христиан Корнилиевич (XII класс)
7. Рейзих, Карл Корнилиевич (XII класс).
8. Брянчанинов, Пётр Петрович (XII класс).
9. Золотницкий, Владимир Михайлович (XIV класс).
10. Яфимович, Алексей Матвеевич (XIV класс) — тайный советник, директор Императорской Петергофской Гранильной фабрики; умер 5 января 1889 года, на 82 году, (кладбище села Большое Кузьмино, около Царского Села).

### В военную службу
1. Брянчанинов, Виктор Петрович (офицер гвардии) — действительный статский советник, служил в Министерстве государственных имуществ; умер 27 октября 1867 года.
2. Носов, Николай Иванович (офицер гвардии) — статский советник, правитель дел в Императорском Александровском лицее; умер 17 октября 1876 года.
3. Ган, Константин Фёдорович (офицер гвардии).

## 1828-й

### В гражданскую службу
1. Голенищев-Кутузов, Аркадий Павлович, граф (X класс, 2-я серебряная медаль) — тайный советник, сенатор, товарищ министра Статс-Секретаря Царства Польского; умер в Варшаве 18 мая 1859 года. Его сын — Арсений Аркадьевич, его отец — Павел Васильевич.
2. Самсонов, Александр Петрович (X класс) — генерал-лейтенант, почётный опекун; умер в 1882 году.
3. Брилевич, Александр Васильевич (X класс) — действительный статский советник, член Харьковской судебной палаты; умер 6 октября 1874 года.
4. Френ, Рудольф Христианович (XII класс) — консул в Анконе; умер 19 августа 1872 года.
5. Наумов, Михаил Павлович (XII класс) — действительный статский советник, член совета Министерства Финансов; умер 3 августа 1885 года.
6. Малиновский, Иосиф Васильевич (XII класс).
7. Эльснер, Отто (XII класс) — статский советник, директор училищ Херсонской губернии.
8. Искрицкий, Михаил Александрович (XII класс) — чиновник Особых поручений при Черниговском, Полтавском и Харьковском генерал-губернаторах; умер 18 мая 1857 года в местечке Душатино, Суражского уезда, Черниговской губернии.
9. Лангер, Африкан Платонович (XII класс).
10. Неелов, Павел Петрович (XIV класс).
11. Ритмейстер, Пётр Вильгельмович (XIV класс) — коллежский советник, контролёр контрольной экспедиции IV отделения Собственной Е.И.В. канцелярии.

### В военную службу
1. Чевати, Александр Степанович (офицер старой гвардии, золотая медаль) — генерал-лейтенант; умер 5 апреля 1869 года.
2. Ган, Александр Фёдорович (офицер старой гвардии, 1-я серебряная медаль) — генерал от инфантерии, член военного совета и Александровского комитета о раненых. Умер 7 марта 1895 года.
3. Ламберт, Иосиф Карлович граф (офицер молодой гвардии) — генерал-адъютант, генерал от кавалерии, член Александровского Комитета о раненых, был наместником Царства Польского. Умер 19 января 1879 года
4. Наленч-Рачинский, Вильгельм граф (офицер молодой гвардии).
5. Дмитриевский, Николай Дмитриевич (офицер молодой гвардии) — действительный статский советник, служил в Министерстве финансов.
6. Роткирх, Владимир Иванович (офицер молодой гвардии) — член Ямбургской уездной земской управы.
7. Бакаев, Владимир Дмитриевич (офицер молодой гвардии) — полковник.
8. Беннигсен, Карл Адамович граф (офицер молодой гвардии) — генерал-лейтенант, был старшим помощником начальника 7-й Кавалерийской дивизии; умер в 1861 году, похоронен в селе Кемцы, Валдайского уезда, Новгородской губернии.
9. Домонтович, Николай Иванович (офицер молодой гвардии) — статский советник, начальник Астраханского таможенного округа.
10. Фаминцын, Николай Андреевич (офицер армии) — штабс-ротмистр Кавалергардского полка.
11. Коханов, Пётр Апполонович (офицер армии) — полковник, чиновник по особым поручениям при Военном министре.
12. Беннигсен, Леонтий Адамович, граф (офицер армии); умер в 1835 году.
13. Чевати, Степан Степанович (офицер армии) — полковник, был чиновник по Особым поручениям при Виленском генерал-губернаторе.
14. Туманский, Владимир Иванович (офицер армии).
15. Торнау, Фёдор Фёдорович барон (офицер армии) — генерал-лейтенант, был военным агентом при посольстве в Вене; член Военно-Учёного комитета Главного штаба; умер в местечке Эдминг около Вены.

## 1829-й

### В гражданскую службу
1. Леонтьев, Николай Дмитриевич (X класс, 1-я золотая медаль) — статский советник, старший член Рижской таможни.
2. Суковкин, Акинфий Петрович (X класс, 2-я золотая медаль) — тайный советник
3. Ивановский, Яков Осипович (X класс, 2-я серебряная медаль) — статский советник, начальник отделения канцелярии Капитула Орденов.
4. Крузе, Александр Мартынович (X класс) — тайный советник, вице-директор канцелярии Наместника в Царстве Польском.
5. Д’Андре, Алексей Иванович (X класс) — действительный статский советник, управляющий Закавказским приказом Общественного призрения; умер 7 августа 1857 года.
6. Крюковский, Александр (X класс).
7. Долгоруков, Николай Александрович, князь (XII класс) — действительный статский советник[7].
8. Колюбакин, Николай Петрович (XII класс) — генерал-лейтенант, сенатор.

### В военную службу
1. Корнилов, Фёдор Петрович (офицер гвардии, 1-я серебряная медаль) — статс-секретарь, действительный статский советник, член Государственного совета, член Комитета призрения заслуженных гражданских чиновников, действительный член Императорского человеколюбивого общества, управляющий делами Комитета Министров.
2. Крюковский, Пётр Фёдорович (офицер гвардии).
3. Золотарёв, Михаил Гаврилович (офицер армии) — прапорщик 3-го драгунского Новороссийского полка[8].
4. Ульяновский, Виктор Семёнович (офицер армии) — полковник.